# Personenstandsurkunde
Als Personenstandsurkunde zum Nachweis des Personenstands bezeichnet man entweder einen beglaubigten Auszug oder eine beglaubigte Originalkopie aus einem Personenstandsregister beim Standesamt mit Beweiskraft.

## Deutschland

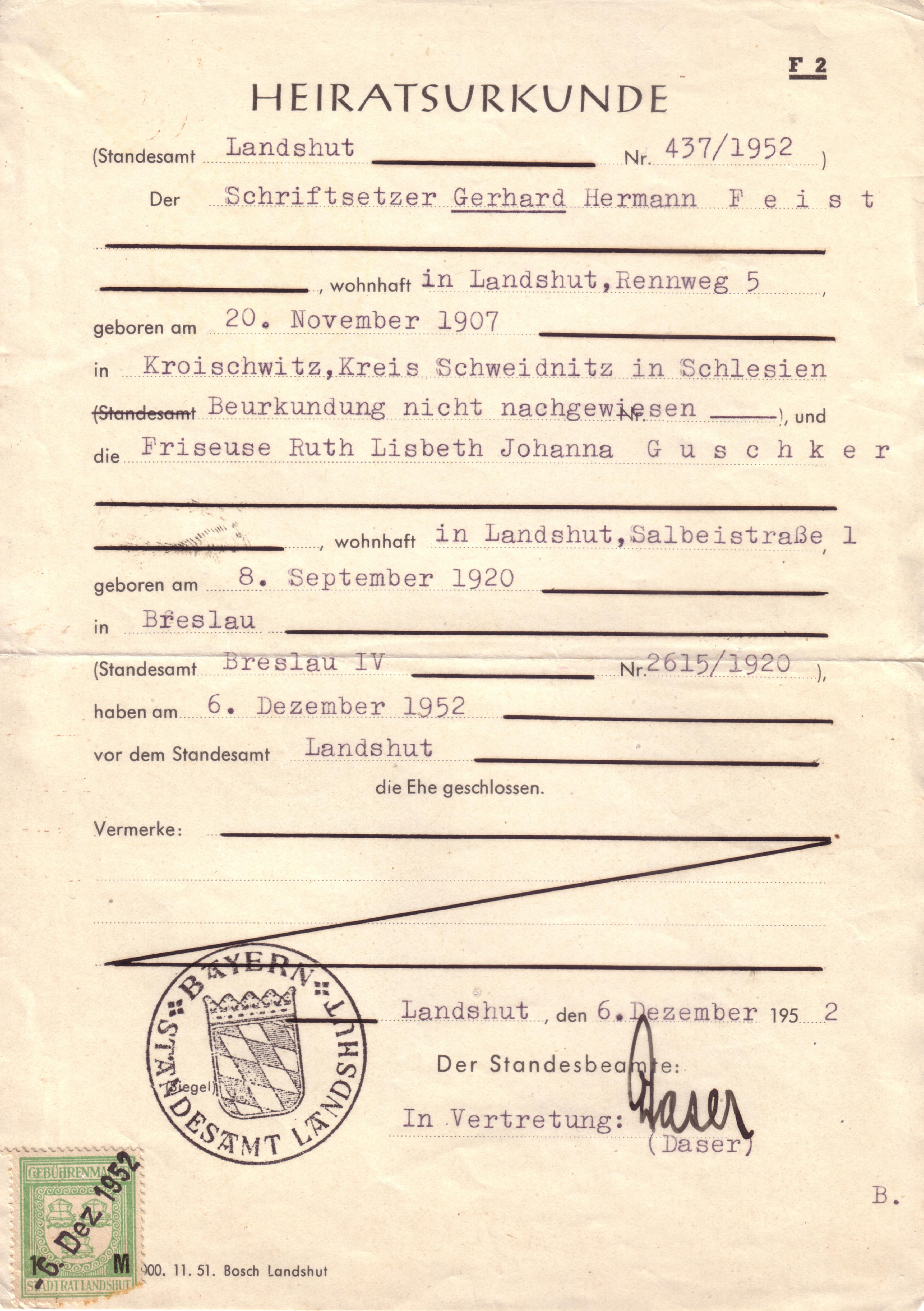
Heiratsurkunde aus dem Jahr 1952

### Urkundenarten
Das Standesamt stellt nach § 55 Personenstandsgesetz (PStG) folgende Personenstandsurkunden aus: 
1. aus allen Personenstandsregistern beglaubigte Registerausdrucke,
2. aus dem Eheregister Eheurkunden; bis zu der Beurkundung der Eheschließung im Eheregister können Eheurkunden auch aus der Niederschrift über die Eheschließung ausgestellt werden,
3. aus dem Lebenspartnerschaftsregister Lebenspartnerschaftsurkunden; bis zu der Beurkundung der Lebenspartnerschaft im Register können Lebenspartnerschaftsurkunden auch aus der Niederschrift über die Schließung der Lebenspartnerschaft ausgestellt werden,
4. aus dem Geburtenregister Geburtsurkunden,
5. aus dem Sterberegister Sterbeurkunden,
6. aus der Sammlung der Todeserklärungen beglaubigte Abschriften.

Seit dem 1. November 2024 können alle Personenstandsurkunden (mit Ausnahme der beglaubigten Registerausdrucke aus den Personenstandsregister) auch als elektronische Personenstandsbescheinigungen ausgestellt werden. Die Beweiskraft entspricht der von Personenstandsurkunden.
Das Standesamt hat für die nach § 55 Abs. 1 PStG auszustellenden Personenstandsurkunden und elektronischen Personenstandsbescheinigungen gemäß § 48 Personenstandsverordnung (PStV) die Formulare nach den Mustern der Anlagen zur PStV zu verwenden.
Nicht zu den Personenstandsurkunden zählt der Staatsangehörigkeitsausweis, der den Besitz der deutschen Staatsangehörigkeit mit urkundlicher Beweiskraft dokumentiert.
Die Abstammung einer Person wird durch eine Geburtsurkunde (mit Angabe nur der rechtlichen Elternschaft, also bei erfolgter Adoption ohne Angabe der natürlichen Eltern) oder durch einen beglaubigten Geburtenregisterausdruck (mit Angabe der natürlichen Eltern, aber gegebenenfalls zusätzlich auch der Adoptiveltern) nachgewiesen. Auf Verlangen werden in einer Geburtsurkunde die Vornamen und die Familiennamen der Eltern sowie das Geschlecht des Kindes nicht aufgenommen. Abstammungsurkunden werden seit dem 1. Januar 2009 nicht mehr ausgestellt.
In die Eheurkunde werden die Vornamen und die Familiennamen der Ehegatten, Ort und Tag ihrer Geburt sowie Ort und Tag der Eheschließung aufgenommen. Ist die Ehe aufgelöst, so werden am Schluss der Eheurkunde Anlass und Zeitpunkt der Auflösung angegeben.
In die Lebenspartnerschaftsurkunde werden die Vornamen und die Familiennamen der Lebenspartner, Ort und Tag ihrer Geburt sowie Ort und Tag der Begründung der Lebenspartnerschaft aufgenommen. Ist die Lebenspartnerschaft aufgelöst, so werden am Schluss der Lebenspartnerschaftsurkunde Anlass und Zeitpunkt der Auflösung angegeben.
In die Sterbeurkunde werden aufgenommen die Vornamen und der Familienname des Verstorbenen, Ort und Tag seiner Geburt, der letzte Wohnsitz und der Familienstand des Verstorbenen sowie Sterbeort und Zeitpunkt des Todes.

### Voraussetzung der Erteilung
Personenstandsurkunden und elektronische Personenbescheinigungen sind auf Antrag den Personen zu erteilen, auf die sich der Registereintrag bezieht, sowie deren Ehegatten, Lebenspartnern, Vorfahren und Abkömmlingen. Andere Personen haben ein Recht auf Erteilung dieser, wenn sie ein rechtliches Interesse glaubhaft machen; beim Geburtenregister oder Sterberegister reicht die Glaubhaftmachung eines berechtigten Interesses aus, wenn der Antrag von einem Geschwister des Kindes oder des Verstorbenen gestellt wird. Antragsbefugt sind über 16 Jahre alte Personen.
In besonderen Fällen (Adoption) sowie bei evtl. Sperrvermerken ist der Personenkreis, der die Ausstellung von Personenstandsurkunden und elektronische Personenbescheinigungen verlangen kann, eingeschränkt.
Ein rechtliches Interesse, das gegenüber dem Standesbeamten glaubhaft gemacht werden muss, liegt beispielsweise vor, wenn die Urkunde oder elektronische Bescheinigung zur Verfolgung eigener Rechtsinteressen, z. B. für die Dokumentation eines Erbscheinantrages, benötigt wird.
Vor Ablauf der Fortschreibungsfristen (110 Jahre für Geburten und 80 Jahre für Hochzeiten) ist eine Benutzung bereits bei Glaubhaftmachung eines berechtigten Interesses (z. B. Familienforschung) möglich, wenn seit dem Tod des letzten Beteiligten 30 Jahre vergangen sind.

### Kosten
Seit dem 1. Januar 2009 werden die Gebühren der standesamtlichen Leistungen unter Beachtung des Kostendeckungsprinzips durch Landesrecht geregelt.

## Österreich

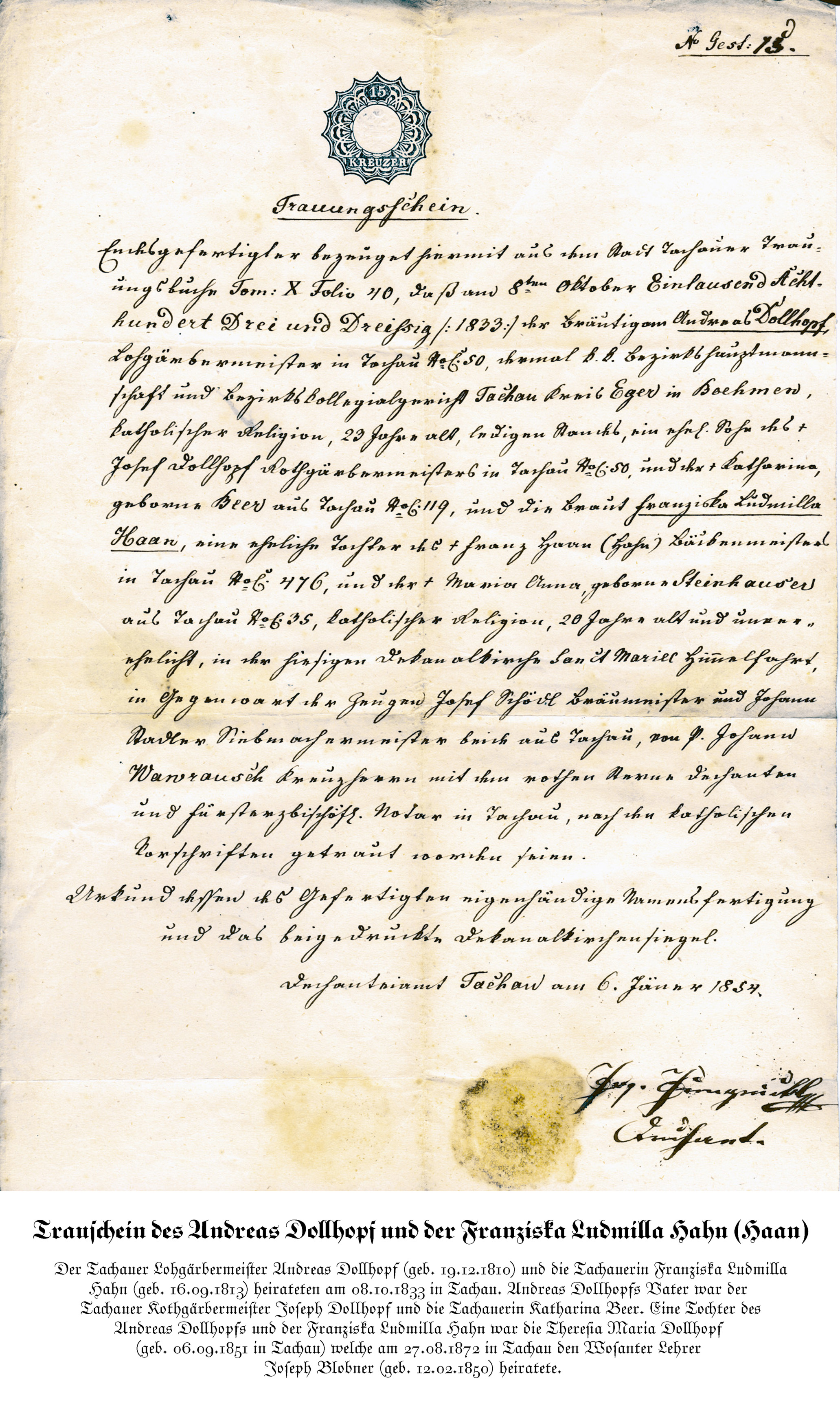
Abschrift einer k.u.k. Heiratsurkunde aus dem Jahr 1854

Personenstandsurkunden sind nach § 53 des Personenstandsgesetzes bestimmte Auszüge aus dem zentralen Personenstandsregister. Die Personenstandsbehörden stellen Geburts-, Heirats- und Partnerschaftsurkunden sowie Urkunden über Todesfälle aus, die auf Verlangen von der Bezirksverwaltungsbehörde und dem Landeshauptmann zu beglaubigen sind. Im Ausland können Personenstandsurkunden, Registerauszüge, Ehefähigkeitszeugnisse sowie Bestätigungen über die Fähigkeit, eine eingetragene Partnerschaft begründen zu können, auch von den österreichischen Vertretungsbehörden ausgestellt werden.

## Rechtsgrundlagen
Für Deutschland:
- Personenstandsgesetz (PStG)
- Personenstandsverordnung (PStV)